# Václav Juda Novotný

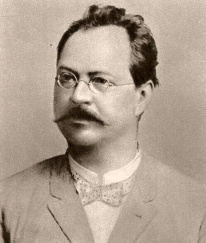
Václav Juda Novotný

Václav Juda Novotný (deutsch auch Wenzel Novotný, * 17. September 1849 in Počátky (im Ortsteil Vesce, deutsch: Wesetz); † 1. August 1922 in Prag) war ein tschechischer Komponist, Übersetzer Schriftsteller und Musikkritiker.

## Leben und Werk
Die Grundlagen seiner Musikausbildung erlernte Novotný bereits bei seinem Schullehrer Herold in Počátky. Während seines Studiums am Gymnasium in Jindřichův Hradec war er Schüler von František Karel Vacek. Anschließend studierte er Geschichte und Philosophie an der Karls-Universität in Prag und studierte parallel Musik. Er besuchte Vorlesungen bei August Wilhelm Ambros, studierte Violine bei Antonín Benewitz, Harmonielehre beim Musikpädagogen František Blažek, Gesang bei František Pivoda und später auch bei August Appé. Er verbesserte sein Geigenspiel und wurde als Geiger im Theater Prozatímní divadlo engagiert. Novotný widmete sich zunehmend der Tätigkeit als Komponist und dem Musikjournalismus. Ab 1873 arbeitete er sehr intensiv mit der Zeitschrift Dalibor und Hudební revue. In Dalibor war er viele Jahre einer der Hauptautoren, zweimal (1875 und dann 1879–81) auch der Herausgeber. Seine Beiträge sind jedoch auch in zahlreichen anderen Zeitschriften zu finden. Er war eng befreundet u. a. mit Antonín Dvořák und Bedřich Smetana.
Novotný übersetzte nahezu 100 Operntexte in die tschechische Sprache. Besonders hervorgehoben werden müssen hierbei die Übersetzungen der Opern von Richard Wagner. Er komponierte Werke für Violine und sammelte böhmische Volkslieder.